# 水源保护

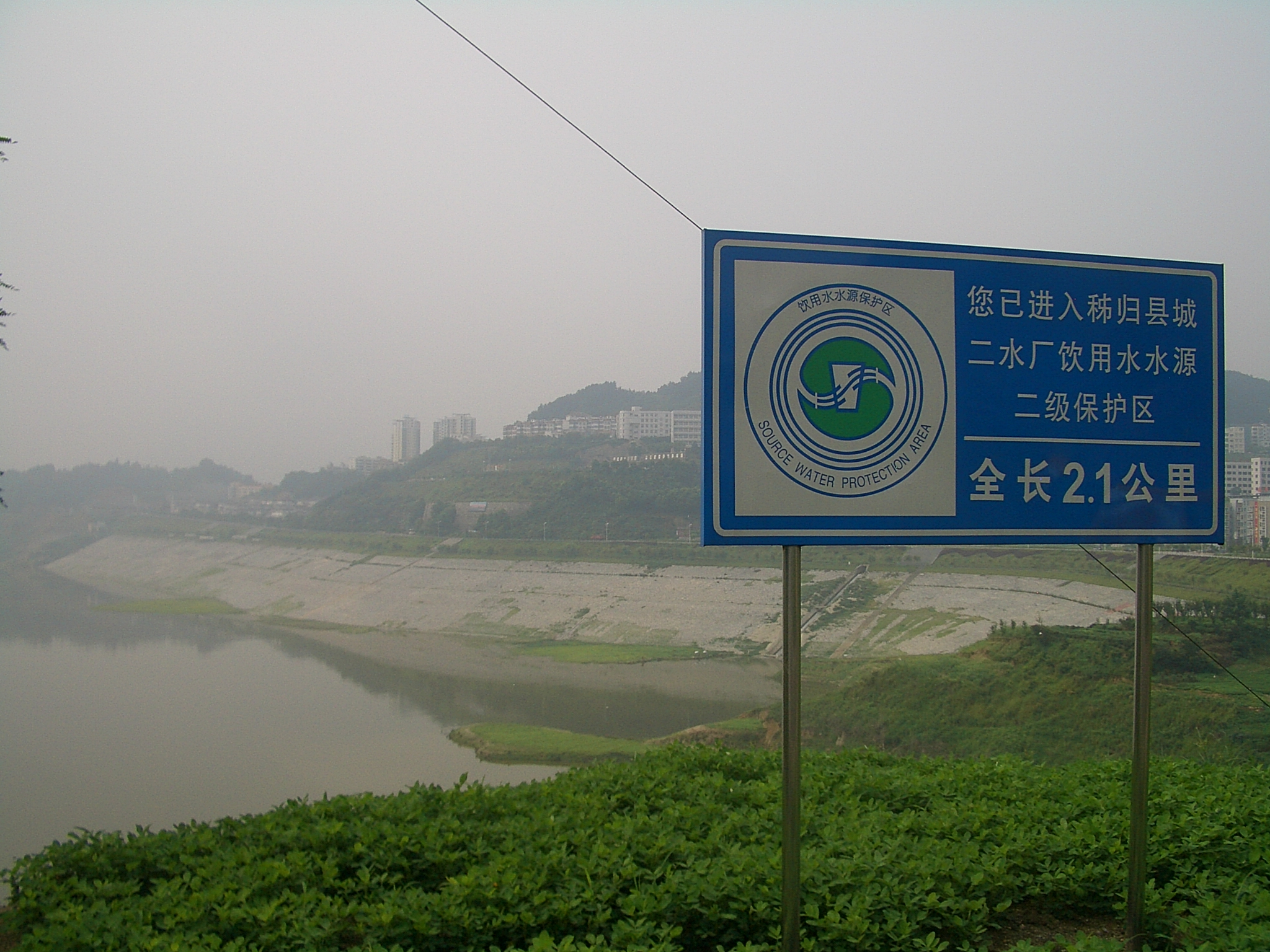
湖北茅坪的三峡大坝设立水源保护区

水源保护（Source Water Protection），是指对水源的保护（包括湖泊、河流和地下水），以避免过度使用和污染。
通常采取多级屏障方法以保护水源，加拿大法官丹尼斯·欧康纳曾在报告中推荐此法，并作为对沃克顿惨剧的回应。当时安大略省的沃克顿水质遭到大肠杆菌污染。